# Історична свідомість
Істори́чна свідо́мість — особлива форма суспільної свідомості, що включає: соціальну пам'ять; історичні (науково-історичні) факти; історичні процеси та уявлення про закономірності їх перебігу; соціально-історичне прогнозування, а також суспільні ідеали (ідеали суспільного розвитку), які взаємодіють між собою і зумовлюються відповідними матеріальними й ідеальними чинниками життєдіяльності суспільства.

## Варіанти визначення
Сучасна наука розглядає історичну свідомість як систему уявлень, поглядів, ідей, концепцій, традицій і звичаїв, що формують у людей, соціальних груп, народів і націй розуміння власного походження, оцінку ключових подій минулого та визначних історичних постатей.
Історична свідомість тісно пов'язана з такими поняттями, як історичний час, пам'ять, мислення, історіографія та історична лінгвістика, однак не тотожна жодному з них. Вона є індивідуальним або колективним баченням історії у всій її багатоманітності. Усвідомлення історії в контексті часу й простору дає суспільству змогу відтворювати події, факти й процеси у трьох вимірах — минулому, сучасному та майбутньому, забезпечує спадковість поколінь, ідентифікацію з певною національною чи соціальною спільнотою.
|                                                                                             | Сукупність ідей, поглядів, уявлень, почуттів, настроїв, що відображають сприйняття й оцінку минулого в усьому його різноманітті, що присутнє та характерно як для суспільства у цілому, так і для різних соціально - демографічних, соціально-професійних та етносоціальних верств, а також окремих людей. |
| — Ж.Т. Тощенко. Историческое сознание и историческая память. Анализ современного состояния. | |

|                                                                                        | Даним поняттям охоплюєтся усе різноманіття форм, що стихійно склалися або створено наукою, у яких суспільство усвідомлює (сприймає та оцінює) своє минуле - точніше, у яких суспільство відтворює рух у часі. |
| — Репина Л. П. История и память: историческая культура Европы. М.: Кругь, 2006. 768 с. | |

## Соціальна роль
|                                                                                              | Історична свідомість охоплює усе різноманіття форм, що стихійно склалися, або були сформовані наукою, у яких суспільство усвідомлює (сприймає та оцінює) своє минуле, – а точніше, у яких суспільство відтворює свій рух у часі |
| — Левада Ю.А. Историческое сознание и научный метод. Философские проблемы исторической науки | |

Історична свідомість як важлива складова суспільної свідомості, взагалі кажучи, є для народу ресурсною базою — саме в історичній свідомості необхідно черпати ресурси інформаційні при прийнятті у будь-якій мірі значущих рішень, ресурси імунної системи народу при загрозі ураження його організму шкідливими вірусами згубних тенденцій, ресурси для об'єднання народу у формі колективної ідентифікації.
Поступовий розвиток історичної свідомості зменшує частку фальшивих понять у соціальній практиці, що значно покращує рівень суспільного життя. З іншого боку, має місце істотний вплив соціальної практики на історичну свідомість. Надзвичайно важливою є інтеграція історичної свідомості суспільства у індивідуальну свідомість кожної особистості, перетворення її у «особисті спогади».
Таким чином, історична свідомість виступає у ролі особливої реальності, що пов'язує історію людства у єдину цілісність у формі своєрідного діалогу сучасного з минулим.
Прогрес суспільства напряму залежить від його здатності до урахування та усвідомлення досвіду минулого, адекватного використання чим дальше зростаючих знань про світ для вибору пріоритетних цілей діяльності, шляхів та способів їх досягнення та подальшої критичної оцінки результатів.
Сутність історичної свідомості полягає у збиранні, накопиченні, зберіганні та повсякденному використанні історичного знання, здобутого шляхом теоретичного аналізу, а також з досвіду практичного життя у минулому з метою відтворення родового життя людської спільноти. Іншими словами, історичні знання потрібні нинішньому поколінню для того, щоб на їх основі можна було зробити крок уперед. Історична свідомість виступає механізмом, що всебічно переосмислює події минулого і подає історичні знання у потрібному для сьогодення ракурсі

## Вплив на історичну свідомість
Маніпуляція історичною свідомістю — одна з складових частин ведення інформаційної війни, найважливіша ділянка інформаційно-психологічного фронту. Стратегія впливу на історичну свідомість також не є новацією у застосуванні інформаційної зброї, приклади її застосування можна виявити з найдавнішої історії людства по даний час. Інформаційне ураження застосовується одразу за декількома напрямками. Основні з них такі: населення імовірного чи наявного противника, власне населення, інші країни (у широкому сенсі — міжнародна спільнота).

### Використання дезорієнтуючої інформації
Одним з методів впливу на історичну свідомість є використання дезорієнтуючої інформації — такої інформації, що невірно визначає власне місцезнаходження у історичному процесі, економічному стані, відносинах з іншими народами та державами. Поряд із дискредитуючою інформацією важливу функцію можуть виконувати обманні повідомлення, що вводять суспільну думку в оману під виглядом правдивих. Природно, що суспільна думка у цілому складається з думок окремих осіб, тому жертвами дезінформаційних стратегій часто виявляються і малі групи, і конкретні особи.